# FC Zwolle in het seizoen 1990/91
Het seizoen 1990/1991 was het 80e jaar in het bestaan van de Zwolse voetbalclub FC Zwolle. De club kwam uit in de Eerste divisie en nam ook deel aan het toernooi om de KNVB beker.

## Wedstrijdstatistieken

### Eerste divisie
| 1e speelronde | FC Zwolle                                                                                     | 0 – 4 (0 – 1) | SC Heracles '74                                                                 | Opstelling FC Zwolle:                                                                                             |
| 18 augustus 1990 Aanvangstijd: --:-- uur Plaats: Zwolle Oosterenkstadion Toeschouwers: 4.000 Scheidsrechter: Hugo Luijten                   |                                                                                               |               | 15' Richard de Vries 47' Richard de Vries 54' Folkert Velten 82' Folkert Velten | |
| 2e speelronde | BV Veendam                                                                                    | 0 – 0         | FC Zwolle                                                                       | Opstelling FC Zwolle:                                                                                             |
| 22 augustus 1990 Aanvangstijd: --:-- uur Plaats: Veendam De Langeleegte Toeschouwers: 2.800 Scheidsrechter: Frans Meijer                    |                                                                                               |               |                                                                                 | |
| 3e speelronde | Telstar                                                                                       | 0 – 0         | FC Zwolle                                                                       | Opstelling FC Zwolle:                                                                                             |
| 25 augustus 1990 Aanvangstijd: --:-- uur Plaats: Velsen-Zuid Sportpark Schoonenberg Toeschouwers: 3.000 Scheidsrechter: Ronald Kloeg        |                                                                                               |               |                                                                                 | |
| 4e speelronde | FC Zwolle                                                                                     | 1 – 2 (1 – 1) | VVV                                                                             | Opstelling FC Zwolle:                                                                                             |
| 29 augustus 1990 Aanvangstijd: --:-- uur Plaats: Zwolle Oosterenkstadion Toeschouwers: 2.750 Scheidsrechter: John Janssen                   | Richard Roelofsen 1'                                                                          |               | 2' Jeroen Boere 81' Frank Verbeek                                               | |
| 5e speelronde | FC Zwolle                                                                                     | 0 – 2 (0 – 0) | Excelsior                                                                       | Opstelling FC Zwolle:                                                                                             |
| 1 september 1990 Aanvangstijd: --:-- uur Plaats: Zwolle Oosterenkstadion Toeschouwers: 2.000 Scheidsrechter: Overstegen                     |                                                                                               |               | 56' Edward Burleson 74' Hennie de Romijn                                        | |
| 6e speelronde | BVV Den Bosch                                                                                 | 4 – 1 (3 – 0) | FC Zwolle                                                                       | Opstelling FC Zwolle:                                                                                             |
| 5 september 1990 Aanvangstijd: --:-- uur Plaats: 's-Hertogenbosch Stadion De Vliert Toeschouwers: 1.000 Scheidsrechter: Wout Schaap         | Jack de Gier 8' Louis van Schijndel 8' Erik Meulendijk 43' Jack de Gier 48'                   |               | 75' Max Huiberts                                                                | |
| 7e speelronde | RBC                                                                                           | 2 – 2 (0 – 1) | FC Zwolle                                                                       | Opstelling FC Zwolle:                                                                                             |
| 9 september 1990 Aanvangstijd: --:-- uur Plaats: Roosendaal Sportpark De Luiten Toeschouwers: 1.750 Scheidsrechter: Piet Klootwijk          | Pierre van Hooijdonk 61' Michael Aben 79'                                                     |               | 42' Michel Westerbeek 72' Richard Roelofsen                                     | |
| 8e speelronde | FC Zwolle                                                                                     | 2 – 2 (2 – 1) | Dordrecht '90                                                                   | Opstelling FC Zwolle:                                                                                             |
| 14 september 1990 Aanvangstijd: --:-- uur Plaats: Zwolle Oosterenkstadion Toeschouwers: 1.750 Scheidsrechter: Minne Modderman               | Richard Roelofsen 32' Fred Leusink 45'                                                        |               | 40' Michel Langerak 60' Michel Langerak                                         | |
| 9e speelronde | Helmond Sport                                                                                 | 4 – 2 (3 – 0) | FC Zwolle                                                                       | Opstelling FC Zwolle:                                                                                             |
| 22 september 1990 Aanvangstijd: --:-- uur Plaats: Helmond Stadion De Braak Toeschouwers: 4.201 Scheidsrechter: Henk Nienhuis                | Jurgen Streppel (pen) 3' Patrick Kraus 11' Ger Schuman 29' Chris van den Dungen (pen) 59'     |               | 69' Eddy Smook 82' Fred Leusink                                                 | |
| 10e speelronde | FC Zwolle                                                                                     | 0 – 1 (0 – 1) | Eindhoven                                                                       | Opstelling FC Zwolle:                                                                                             |
| 28 september 1990 Aanvangstijd: --:-- uur Plaats: Zwolle Oosterenkstadion Toeschouwers: 1.250 Scheidsrechter: Rien van Haaften              |                                                                                               |               | 3' André Wasiman                                                                | |
| 11e speelronde | Cambuur Leeuwarden                                                                            | 1 – 0 (1 – 0) | FC Zwolle                                                                       | Opstelling FC Zwolle:                                                                                             |
| 6 oktober 1990 Aanvangstijd: --:-- uur Plaats: Leeuwarden Cambuurstadion Toeschouwers: 3.012 Scheidsrechter: Jan Wegereef                   | Johan Abma 24'                                                                                |               |                                                                                 | |
| 12e speelronde | Go Ahead Eagles                                                                               | 4 – 2 (2 – 0) | FC Zwolle                                                                       | Opstelling FC Zwolle:                                                                                             |
| 10 oktober 1990 Aanvangstijd: --:-- uur Plaats: Deventer De Adelaarshorst Toeschouwers: 3.400 Scheidsrechter: Ton Lammers                   | Gert van den Brink 4' Marthijn Pothoven 36' Edwin Overmars 65' Paul Bosvelt 82'               | IJsselderby   | 46' Richard Roelofsen 64' Edwin Duim                                            | |
| 13e speelronde | FC Zwolle                                                                                     | 2 – 0 (1 – 0) | FC Haarlem                                                                      | Opstelling FC Zwolle:                                                                                             |
| 19 oktober 1990 Aanvangstijd: --:-- uur Plaats: Zwolle Oosterenkstadion Toeschouwers: 2.000 Scheidsrechter: Martin van den Herik            | Bert Konterman 43' Edwin Timmerman 90'                                                        |               |                                                                                 | |
| 14e speelronde | FC Zwolle                                                                                     | 0 – 0         | VC Vlissingen                                                                   | Opstelling FC Zwolle:                                                                                             |
| 26 oktober 1990 Aanvangstijd: --:-- uur Plaats: Zwolle Oosterenkstadion Toeschouwers: 2.500 Scheidsrechter: Rob Overkleeft                  |                                                                                               |               |                                                                                 | |
| 15e speelronde | Emmen                                                                                         | 2 – 2 (0 – 1) | FC Zwolle                                                                       | Opstelling FC Zwolle:                                                                                             |
| 3 november 1990 Aanvangstijd: --:-- uur Plaats: Emmen Stadion Meerdijk Toeschouwers: 2.210 Scheidsrechter: Wim Egbertzen                    | Ben Haverkort 87' Michel van Oostrum 89'                                                      |               | 16' Richard Roelofsen 63' Bert Konterman                                        | |
| 16e speelronde | FC Zwolle                                                                                     | 0 – 0         | AZ                                                                              | Opstelling FC Zwolle:                                                                                             |
| 9 november 1990 Aanvangstijd: --:-- uur Plaats: Zwolle Oosterenkstadion Toeschouwers: 1.750 Scheidsrechter: Theo van Riel                   |                                                                                               |               |                                                                                 | |
| 17e speelronde | NAC                                                                                           | 4 – 0 (1 – 0) | FC Zwolle                                                                       | Opstelling FC Zwolle:                                                                                             |
| 24 november 1990 Aanvangstijd: --:-- uur Plaats: Breda NAC-stadion Toeschouwers: 4.682 Scheidsrechter: John Janssen                         | Danny Schrijvers 15' John Lammers 67' Ton Cornelissen 73' Ruud Brood 90'                      |               |                                                                                 | |
| 18e speelronde | FC Zwolle                                                                                     | 0 – 1 (0 – 1) | De Graafschap                                                                   | Opstelling FC Zwolle:                                                                                             |
| 30 november 1990 Aanvangstijd: --:-- uur Plaats: Zwolle Oosterenkstadion Toeschouwers: 4.500 Scheidsrechter: Ronald Kloeg                   |                                                                                               |               | 33' Peter Hofstede                                                              | |
| 19e speelronde | FC Wageningen                                                                                 | 2 – 1 (0 – 0) | FC Zwolle                                                                       | Opstelling FC Zwolle:                                                                                             |
| 8 december 1990 Aanvangstijd: --:-- uur Plaats: Wageningen Stadion de Wageningse Berg Toeschouwers: 1.500 Scheidsrechter: Herman Schlimbach | Bertran Kreekels 63' Bertran Kreekels 87'                                                     |               | 84' Martin Reijnders                                                            | |
| 20e speelronde | FC Zwolle                                                                                     | 2 – 1 (1 – 1) | Go Ahead Eagles                                                                 | Opstelling FC Zwolle:                                                                                             |
| 21 december 1990 Aanvangstijd: --:-- uur Plaats: Zwolle Oosterenkstadion Toeschouwers: 3.000 Scheidsrechter: Minne Modderman                | Max Huiberts 41' Max Huiberts 69'                                                             | IJsselderby   | 39' Stanley de Haas                                                             | |
| 21e speelronde | De Graafschap                                                                                 | 3 – 1 (0 – 0) | FC Zwolle                                                                       | Opstelling FC Zwolle:                                                                                             |
| 12 januari 1991 Aanvangstijd: --:-- uur Plaats: Doetinchem Stadion De Vijverberg Toeschouwers: 4.820 Scheidsrechter: Jaap Uilenberg         | Ton Rosendaal 60' Jurrie Koolhof 82' Jurrie Koolhof 90'                                       |               | 89' Richard Roelofsen                                                           | |
| 22e speelronde | FC Zwolle                                                                                     | 1 – 2 (1 – 0) | BV Veendam                                                                      | Opstelling FC Zwolle:                                                                                             |
| 25 januari 1991 Aanvangstijd: --:-- uur Plaats: Zwolle Oosterenkstadion Toeschouwers: 1.300 Scheidsrechter: Piet Klootwijk                  | Fred Leusink 45'                                                                              |               | 49' Willem Brouwer 68' Lee Payne                                                | |
| 23e speelronde | FC Zwolle                                                                                     | 1 – 1 (0 – 1) | FC Wageningen                                                                   | Opstelling FC Zwolle:                                                                                             |
| 27 februari 1991 Aanvangstijd: --:-- uur Plaats: Zwolle Oosterenkstadion Toeschouwers: 1.500 Scheidsrechter: Henk Nienhuis                  | Huub Loeffen 59'                                                                              |               | 5' Ron Schreuder                                                                | |
| 24e speelronde | Excelsior                                                                                     | 0 – 0         | FC Zwolle                                                                       | Opstelling FC Zwolle:                                                                                             |
| 3 maart 1991 Aanvangstijd: --:-- uur Plaats: Rotterdam Stadion Woudestein Toeschouwers: 350 Scheidsrechter: Fred Sterk                      |                                                                                               |               |                                                                                 | |
| 25e speelronde | FC Zwolle                                                                                     | 2 – 1 (0 – 1) | RBC                                                                             | Opstelling FC Zwolle:                                                                                             |
| 8 maart 1991 Aanvangstijd: --:-- uur Plaats: Zwolle Oosterenkstadion Toeschouwers: 1.500 Scheidsrechter: Jan Dolstra                        | Edwin Timmerman 55' Fred Leusink 58'                                                          |               | 39' John van Gastel                                                             | |
| 26e speelronde | Eindhoven                                                                                     | 1 – 1 (0 – 1) | FC Zwolle                                                                       | Opstelling FC Zwolle:                                                                                             |
| 16 maart 1991 Aanvangstijd: --:-- uur Plaats: Eindhoven Jan Louwersstadion Toeschouwers: 1.750 Scheidsrechter: Rob Brekelmans               | Richard Custers 62'                                                                           |               | 3' Martin Koorn                                                                 | |
| 27e speelronde | FC Zwolle                                                                                     | 1 – 1 (1 – 0) | Helmond Sport                                                                   | Opstelling FC Zwolle:                                                                                             |
| 22 maart 1991 Aanvangstijd: --:-- uur Plaats: Zwolle Oosterenkstadion Toeschouwers: 1.200 Scheidsrechter: Wout Schaap                       | Edwin Timmerman 9'                                                                            |               | 68' Frank Weijers                                                               | |
| 28e speelronde | SC Heracles '74                                                                               | 1 – 1 (0 – 1) | FC Zwolle                                                                       | Opstelling FC Zwolle:                                                                                             |
| 27 maart 1991 Aanvangstijd: --:-- uur Plaats: Almelo Bornsestraat Toeschouwers: 1.200 Scheidsrechter: Hugo Luijten                          | Folkert Velten 75'                                                                            |               | 25' Marco Roelofsen                                                             | |
| 29e speelronde | Dordrecht '90                                                                                 | 2 – 0 (2 – 0) | FC Zwolle                                                                       | Opstelling FC Zwolle:                                                                                             |
| 1 april 1991 Aanvangstijd: --:-- uur Plaats: Dordrecht Krommedijk Toeschouwers: 1.200 Scheidsrechter: Minne Modderman                       | Romeo Wouden 6' Reinier Robbemond 31'                                                         |               |                                                                                 | Abma, Leusink ( Valk), Hansma, Koorn, Konterman, Roelofsen, Van Raalte, Timmerman ( Reijnders), Loeffen, De Vries |
| 30e speelronde | FC Zwolle                                                                                     | 1 – 0 (0 – 0) | Cambuur Leeuwarden                                                              | Opstelling FC Zwolle:                                                                                             |
| 5 april 1991 Aanvangstijd: --:-- uur Plaats: Zwolle Oosterenkstadion Toeschouwers: 1.500 Scheidsrechter: Hennie Merks                       | Marco Roelofsen (pen) 57'                                                                     |               |                                                                                 | |
| 31e speelronde | FC Zwolle                                                                                     | 1 – 0 (1 – 0) | Telstar                                                                         | Opstelling FC Zwolle:                                                                                             |
| 9 april 1991 Aanvangstijd: --:-- uur Plaats: Zwolle Oosterenkstadion Toeschouwers: 1.000 Scheidsrechter: Piet Klootwijk                     | Marco Roelofsen 43'                                                                           |               |                                                                                 | |
| 32e speelronde | FC Haarlem                                                                                    | 1 – 2 (1 – 0) | FC Zwolle                                                                       | Opstelling FC Zwolle:                                                                                             |
| 20 april 1991 Aanvangstijd: --:-- uur Plaats: Haarlem Haarlemstadion Toeschouwers: 893 Scheidsrechter: Cees van der Neut                    | Rini van Roon 7'                                                                              |               | 77' Johan Hansma 89' Martin Reijnders                                           | |
| 33e speelronde | FC Zwolle                                                                                     | 1 – 1 (0 – 0) | NAC                                                                             | Opstelling FC Zwolle:                                                                                             |
| 23 april 1991 Aanvangstijd: --:-- uur Plaats: Zwolle Oosterenkstadion Toeschouwers: 1.400 Scheidsrechter: John Janssen                      | Marcel Valk 83'                                                                               |               | 86' Wanny van Gils                                                              | |
| 34e speelronde | VC Vlissingen                                                                                 | 0 – 3 (0 – 1) | FC Zwolle                                                                       | Opstelling FC Zwolle:                                                                                             |
| 27 april 1991 Aanvangstijd: --:-- uur Plaats: Vlissingen Sportpark Irislaan Toeschouwers: 2.000 Scheidsrechter: Piet Klootwijk              |                                                                                               |               | 43' Marco Roelofsen 73' Martin Reijnders 82' Guido Pen                          | |
| 35e speelronde | VVV                                                                                           | 5 – 0 (2 – 0) | FC Zwolle                                                                       | Opstelling FC Zwolle:                                                                                             |
| 30 april 1991 Aanvangstijd: --:-- uur Plaats: Venlo De Koel Toeschouwers: 1.600 Scheidsrechter: Hennie Merks                                | Jeroen Boere 3' Jeroen Boere 38' Jos van Aerts 48' Stefan Venetiaan 60' Jay Driessen 87'      |               |                                                                                 | |
| 36e speelronde | FC Zwolle                                                                                     | 5 – 0 (3 – 0) | Emmen                                                                           | Opstelling FC Zwolle:                                                                                             |
| 3 mei 1991 Aanvangstijd: --:-- uur Plaats: Zwolle Oosterenkstadion Toeschouwers: 1.800 Scheidsrechter: Jan Willem van Veluwen               | Edwin Timmerman 5' Marco Roelofsen 7' Marcel Valk 37' Marco Roelofsen 78' Marco Roelofsen 85' |               |                                                                                 | |
| 37e speelronde | FC Zwolle                                                                                     | 1 – 1 (0 – 0) | BVV Den Bosch                                                                   | Opstelling FC Zwolle:                                                                                             |
| 9 mei 1991 Aanvangstijd: --:-- uur Plaats: Zwolle Oosterenkstadion Toeschouwers: 4.500 Scheidsrechter: Jan Wegereef                         | Marco Roelofsen 67'                                                                           |               | 66' Louis van Schijndel                                                         | |
| 38e speelronde | AZ                                                                                            | 4 – 1 (2 – 0) | FC Zwolle                                                                       | Opstelling FC Zwolle:                                                                                             |
| 11 mei 1991 Aanvangstijd: --:-- uur Plaats: Alkmaar Alkmaarderhout Toeschouwers: 4.500 Scheidsrechter: Jaap Uilenberg                       | Gert-Jan Duif 1' Bram Rontberg 32' Michael Buskermolen 54' Edwin Vork 80'                     |               | 60' (pen) Marco Roelofsen                                                       | |

### Nacompetitie
| 1e speelronde | NAC                                 | 2 – 0 (1 – 0) | FC Zwolle                           | Opstelling FC Zwolle: |
| 18 mei 1991 Aanvangstijd: --:-- uur Plaats: Breda NAC-stadion Toeschouwers: 8.455 Scheidsrechter: Frans Houben            | John Lammers 31' John Lammers 81'   |               |                                     |                       |
| 2e speelronde | FC Zwolle                           | 2 – 2 (1 – 0) | AZ                                  | Opstelling FC Zwolle: |
| 24 mei 1991 Aanvangstijd: --:-- uur Plaats: Zwolle Oosterenkstadion Toeschouwers: 3.000 Scheidsrechter: Jaap Uilenberg    | Marco Roelofsen 4' Huub Loeffen 46' |               | 67' Jelle Visser 73' Gert-Jan Duif  |                       |
| 3e speelronde | AZ                                  | 1 – 2 (1 – 1) | FC Zwolle                           | Opstelling FC Zwolle: |
| 28 mei 1991 Aanvangstijd: --:-- uur Plaats: Alkmaar Alkmaarderhout Toeschouwers: 6.242 Scheidsrechter: Mario van der Ende | Johan Hansma (e.d.) 15'             |               | 9' Huub Loeffen 90' Marco Roelofsen |                       |
| 4e speelronde | FC Zwolle                           | 1 – 1 (1 – 0) | NAC                                 | Opstelling FC Zwolle: |
| 31 mei 1991 Aanvangstijd: --:-- uur Plaats: Zwolle Oosterenkstadion Toeschouwers: 8.000 Scheidsrechter: Cees Bakker       | Marco Roelofsen 31'                 |               | 84' John Lammers                    |                       |

### KNVB beker
| 1e ronde                                                                                                | Oranje Nassau Groningen                  | 0 – 1 n.v.    | FC Zwolle              | Opstelling FC Zwolle: |
| 13 oktober 1990 Plaats: Groningen Sportpark Coendersborg Toeschouwers: 800 Scheidsrechter: Hennie Merks |                                          |               | 115' Richard Roelofsen | Roelofsen             |
| 2e ronde                                                                                                | PSV                                      | 2 – 1 (1 – 1) | FC Zwolle              | Opstelling FC Zwolle: |
| 15 december 1990 Plaats: Eindhoven Philips Stadion Toeschouwers: 7.200 Scheidsrechter: Hugo Luijten     | Twan Scheepers 18' John Bosman (pen) 76' |               | 6' Eddy Smook          | Van Raalte            |

## Selectie en technische staf

### Selectie 1990/91
| Nr.           | Nat.               | Naam              | Competitie | Competitie | Beker      | Beker      | Nacompetitie | Nacompetitie | Totaal     | Totaal     | Contract   | Seizoen    | Vorige club   | Debuut        |
| Nr.           | Nat.               | Naam              | W          |            | W          |            | W            |              | W          |            | Contract   | Seizoen    | Vorige club   | Debuut        |
| Doelmannen    | Doelmannen         | Doelmannen        | Doelmannen | Doelmannen | Doelmannen | Doelmannen | Doelmannen   | Doelmannen   | Doelmannen | Doelmannen | Doelmannen | Doelmannen | Doelmannen    | Doelmannen    |
| ------------- | ------------------ | ----------------- | ---------- | ---------- | ---------- | ---------- | ------------ | ------------ | ---------- | ---------- | ---------- | ---------- | ------------- | ------------- |
| –             | Vlag van Nederland | Gert Abma         | 35         | 0          | 0          | 0          | –            | 0            | 35         | 0          | –          | 5e         | Jeugd         | –             |
| –             | Vlag van Nederland | René Grotenhuis   | 3          | 0          | 0          | 0          | 0            | 0            | 3          | 0          | –          | 4e         | Jeugd         | –             |
| –             | Vlag van Nederland | Henk Timmer       | 1          | 0          | 0          | 0          | 0            | 0            | 1          | 0          | –          | 2e         | Jeugd         | –             |
| Verdedigers   |                    |                   |            |            |            |            |              |              |            |            |            |            |               |               |
| –             | Vlag van Nederland | Jos van Eck       | 18         | 0          | 0          | 0          | –            | 0            | 18         | 0          | –          | 2e         | De Graafschap | –             |
| –             | Vlag van Nederland | Johan Hansma      | 37         | 1          | 0          | 0          | –            | 0            | 37         | 1          | –          | 3e         | Jeugd         | –             |
| –             | Vlag van Nederland | Bert Konterman    | 36         | 2          | 0          | 0          | –            | 0            | 36         | 2          | –          | 2e         | Jeugd         | –             |
| –             | Vlag van Nederland | Martin Koorn      | 20         | 1          | 0          | 0          | –            | 0            | 20         | 1          | –          | 1e         | Jeugd         | –             |
| –             | Vlag van Nederland | Fred Leusink      | –          | 4          | 0          | 0          | –            | 0            | –          | 4          | -          | 7e         | Niet bekend   | 11 mei 1985   |
| –             | Vlag van Nederland | Guido Pen         | 31         | 1          | 0          | 0          | –            | 0            | 31         | 1          | -          | 1e         | Saestum (ama) | –             |
| –             | Vlag van Nederland | Marcel Valk       | –          | 2          | 0          | 0          | –            | 0            | –          | 2          | –          | 1e         | Onbekend      | –             |
| Middenvelders |                    |                   |            |            |            |            |              |              |            |            |            |            |               |               |
| –             | Vlag van Nederland | Edwin Duim        | 19         | 1          | 0          | 0          | –            | 0            | 19         | 1          | –          | 7e         | Jeugd         | 30 maart 1985 |
| –             | Vlag van Nederland | Jan Michels       | 2          | 0          | 0          | 0          | –            | 0            | 2          | 0          | –          | 1e         | Jeugd         | –             |
| –             | Vlag van Nederland | Jan van Raalte    | 33         | 0          | 0          | 0          | –            | 0            | 33         | 0          | –          | 2e         | Jeugd         | –             |
| –             | Vlag van Nederland | Marco Roelofsen   | 15         | 9          | 0          | 0          | –            | 3            | 15         | 12         | –          | 1e         | FC Twente     | –             |
| –             | Vlag van Nederland | Eddy Smook        | 17         | 1          | 0          | 1          | –            | 0            | 17         | 2          | –          | 1e         | Jeugd         | –             |
| –             | Vlag van Nederland | Edwin Timmerman   | 17         | 4          | 0          | 0          | –            | 0            | 17         | 4          | –          | 1e         | Jeugd         | –             |
| –             | Vlag van Nederland | Michel Westerbeek | 14         | 1          | 0          | 0          | –            | 0            | 14         | 1          | –          | 1e         | Onbekend      | –             |
| Aanvallers    |                    |                   |            |            |            |            |              |              |            |            |            |            |               |               |
| –             | Vlag van Nederland | Max Huiberts      | 20         | 3          | 0          | 0          | –            | 0            | 20         | 3          | –          | 1e         | CSV '28 (ama) | –             |
| –             | Vlag van Nederland | Huub Loeffen      | 9          | 1          | 0          | 0          | –            | 2            | 9          | 3          | Huur       | 1e         | Vitesse       | –             |
| –             | Vlag van Nederland | Martin Reijnders  | 21         | 3          | 0          | 0          | –            | 0            | 21         | 3          | –          | 2e         | Jeugd         | –             |
| –             | Vlag van Nederland | Ed Roos           | –          | –          | 0          | 0          | –            | 0            | 0          | 0          | –          | 3e         | Feyenoord     | –             |
| –             | Vlag van Nederland | Richard Roelofsen | 21         | 6          | 0          | 1          | –            | 1            | 21         | 8          | –          | 3e         | Jeugd         | –             |
| –             | Vlag van Nederland | Raymond de Vries  | –          | 0          | 0          | 0          | –            | 0            | –          | 0          | Huur       | 1e         | Vitesse       | –             |
| Nr.           | Nat.               | Naam              | W          |            | W          |            | W            |              | W          |            | Contract   | Seizoen    | Vorige club   | Debuut        |
| Nr.           | Nat.               | Naam              | Competitie | Competitie | Beker      | Beker      | Nacompetitie | Nacompetitie | Totaal     | Totaal     | Contract   | Seizoen    | Vorige club   | Debuut        |

### Technische staf
| Naam         | Functie      |
| ------------ | ------------ |
| Theo de Jong | Hoofdtrainer |

## Statistieken FC Zwolle 1990/1991

### Eindstand FC Zwolle in de Nederlandse Eerste divisie 1990 / 1991
| Stand | Gespeeld | Gewonnen | Gelijk | Verloren | Punten | Doelpunten voor | Doelpunten tegen | Gele kaarten | Rode kaarten |
| ----- | -------- | -------- | ------ | -------- | ------ | --------------- | ---------------- | ------------ | ------------ |
| 16e   | 38       | 8        | 14     | 16       | 30     | 40              | 60               | –            | –            |

### Topscorers
| #      | Naam              | Goal |
| ------ | ----------------- | ---- |
| 1.     | Marco Roelofsen   | 9    |
| 2.     | Richard Roelofsen | 6    |
| 3.     | Fred Leusink      | 4    |
| 3.     | Edwin Timmerman   | 4    |
| 5.     | Max Huiberts      | 3    |
| 5.     | Martin Reijnders  | 3    |
| 7.     | Bert Konterman    | 2    |
| 7.     | Marcel Valk       | 2    |
| 9.     | Edwin Duim        | 1    |
| 9.     | Johan Hansma      | 1    |
| 9.     | Martin Koorn      | 1    |
| 9.     | Huub Loeffen      | 1    |
| 9.     | Guido Pen         | 1    |
| 9.     | Eddy Smook        | 1    |
| 9.     | Michel Westerbeek | 1    |
| Totaal | Totaal            | 40   |

| #      | Naam              | Goal |
| ------ | ----------------- | ---- |
| 1.     | Richard Roelofsen | 1    |
| 1.     | Eddy Smook        | 1    |
| Totaal | Totaal            | 2    |

### Kaarten
| #      | Naam        |   |
| ------ | ----------- | - |
| 1.     | Naam speler | - |
| Totaal | Totaal      | - |

| #      | Naam        |   |
| ------ | ----------- | - |
| 1.     | Naam speler | - |
| Totaal | Totaal      | - |

| #      | Naam        |   |
| ------ | ----------- | - |
| 1.     | Naam speler | - |
| Totaal | Totaal      | - |

### Punten per speelronde
| Speelronde | 1 | 2 | 3 | 4 | 5 | 6 | 7 | 8 | 9 | 10 | 11 | 12 | 13 | 14 | 15 | 16 | 17 | 18 | 19 | 20 | 21 | 22 | 23 | 24 | 25 | 26 | 27 | 28 | 29 | 30 | 31 | 32 | 33 | 34 | 35 | 36 | 37 | 38 |
| ---------- | - | - | - | - | - | - | - | - | - | -- | -- | -- | -- | -- | -- | -- | -- | -- | -- | -- | -- | -- | -- | -- | -- | -- | -- | -- | -- | -- | -- | -- | -- | -- | -- | -- | -- | -- |
| Punten     | 0 | 1 | 1 | 0 | 0 | 0 | 1 | 1 | 0 | 0  | 0  | 0  | 2  | 1  | 1  | 1  | 0  | 0  | 0  | 2  | 0  | 0  | 1  | 1  | 2  | 1  | 1  | 1  | 0  | 2  | 2  | 2  | 1  | 2  | 0  | 2  | 1  | 0  |

### Punten na speelronde
| Speelronde | 1 | 2 | 3 | 4 | 5 | 6 | 7 | 8 | 9 | 10 | 11 | 12 | 13 | 14 | 15 | 16 | 17 | 18 | 19 | 20 | 21 | 22 | 23 | 24 | 25 | 26 | 27 | 28 | 29 | 30 | 31 | 32 | 33 | 34 | 35 | 36 | 37 | 38 |
| ---------- | - | - | - | - | - | - | - | - | - | -- | -- | -- | -- | -- | -- | -- | -- | -- | -- | -- | -- | -- | -- | -- | -- | -- | -- | -- | -- | -- | -- | -- | -- | -- | -- | -- | -- | -- |
| Punten     | 0 | 1 | 2 | 2 | 2 | 2 | 3 | 4 | 4 | 4  | 4  | 4  | 6  | 7  | 8  | 9  | 9  | 9  | 9  | 11 | 11 | 11 | 12 | 13 | 15 | 16 | 17 | 18 | 18 | 20 | 22 | 24 | 25 | 27 | 27 | 29 | 30 | 30 |

### Stand na speelronde
| Speelronde | 1   | 2   | 3   | 4   | 5   | 6   | 7   | 8   | 9   | 10  | 11  | 12  | 13  | 14  | 15  | 16  | 17  | 18  | 19  | 20  | 21  | 22  | 23  | 24  | 25  | 26  | 27  | 28  | 29  | 30  | 31  | 32  | 33  | 34  | 35  | 36  | 37  | 38  |
| ---------- | --- | --- | --- | --- | --- | --- | --- | --- | --- | --- | --- | --- | --- | --- | --- | --- | --- | --- | --- | --- | --- | --- | --- | --- | --- | --- | --- | --- | --- | --- | --- | --- | --- | --- | --- | --- | --- | --- |
| Stand      | 20e | 17e | 14e | 17e | 18e | 19e | 17e | 17e | 17e | 18e | 18e | 19e | 19e | 17e | 17e | 17e | 19e | 20e | 20e | 20e | 20e | 20e | 20e | 20e | 19e | 19e | 18e | 18e | 18e | 18e | 16e | 16e | 16e | 15e | 15e | 14e | 15e | 16e |

### Doelpunten per speelronde
| Speelronde | 1 | 2 | 3 | 4 | 5 | 6 | 7 | 8 | 9 | 10 | 11 | 12 | 13 | 14 | 15 | 16 | 17 | 18 | 19 | 20 | 21 | 22 | 23 | 24 | 25 | 26 | 27 | 28 | 29 | 30 | 31 | 32 | 33 | 34 | 35 | 36 | 37 | 38 | Totaal |
| ---------- | - | - | - | - | - | - | - | - | - | -- | -- | -- | -- | -- | -- | -- | -- | -- | -- | -- | -- | -- | -- | -- | -- | -- | -- | -- | -- | -- | -- | -- | -- | -- | -- | -- | -- | -- | ------ |
| Doelpunten | 0 | 0 | 0 | 1 | 0 | 1 | 2 | 2 | 2 | 0  | 0  | 2  | 2  | 0  | 2  | 0  | 0  | 0  | 1  | 2  | 1  | 1  | 1  | 0  | 2  | 1  | 1  | 1  | 0  | 1  | 1  | 2  | 1  | 3  | 0  | 5  | 1  | 1  | 40     |